# Copa Ciudad Viña del Mar 2007
La Copa Ciudad Viña del Mar 2007 fue la 18.ª edición de la competición de fútbol amistosa Copa Ciudad Viña del Mar y se jugó el 20 de enero de 2007.
Su organización estuvo a cargo de la Ilustre Municipalidad de Viña del Mar y en ella participaron Universidad Católica y Universidad de Chile, los cuales, disputaron el título en partido único, en Viña del Mar, Chile.
El campeón fue Universidad de Chile, que, tras empatar 1-1 en el tiempo reglamentario, ganó por 4-3 en definición a penales y se adjudicó su tercer título de la Copa Ciudad Viña del Mar.

## Equipos participantes
| Equipo | Equipo               | Entrenador           | Entrenador        | Ciudad   | Estadio                   | Capacidad | Marca  | Patrocinador    |
| ------ | -------------------- | -------------------- | ----------------- | -------- | ------------------------- | --------- | ------ | --------------- |
|        | Universidad Católica | Bandera de Perú      | José del Solar    | Santiago | San Carlos de Apoquindo   | 20.000    | Nike   | Cerveza Cristal |
|        | Universidad de Chile | Bandera de Argentina | Salvador Capitano | Santiago | Estadio Nacional de Chile | 47.000    | Adidas | Cerveza Cristal |

## Detalles
| 1     | POR   | Miguel Pinto       |     |
|       | DEF   | Yerson Opazo       |     |
|       | DEF   | Rodrigo Rivera     |     |
|       | DEF   | Federico Martorell |     |
|       | DEF   | Marcelo Díaz       | 46' |
|       | MED   | Manuel Iturra      |     |
|       | MED   | Christian Martínez |     |
|       | MED   | Francisco Arrué    |     |
|       | MED   | Eric Pino          | 72' |
|       | MED   | Ángel Rojas        | 46' |
|       | DEL   | Joel Soto          | 85' |
| D. T. | D. T. | Salvador Capitano  |     |

| 1     | POR   | José María Buljubasich   |     |
| 2     | DEF   | Cristián Álvarez         | 78' |
| 3     | DEF   | Claudio Muñoz            |     |
| 15    | DEF   | Albert Acevedo           | 46' |
| 5     | DEF   | Eros Pérez               | 82' |
| 19    | MED   | José Pedro Fuenzalida    | 59' |
| 24    | MED   | Jorge Ormeño             |     |
| 8     | MED   | Patricio Ormazábal       | 72' |
| 7     | MED   | Rodrigo Valenzuela       |     |
| 11    | MED   | Luis Núñez               | 46' |
| 9     | DEL   | Esteban Fuertes          |     |
| D. T. | D. T. | José Guillermo del Solar |     |

| - | DEF | Marco Estrada   | 46' |
|   | MED | Miguel Coronado | 46' |
|   | MED | Gonzalo Novoa   | 72' |
|   | DEL | Mauricio Gómez  | 85' |

| -  | DEF | Facundo Imboden      | 46' |
|    | MED | Hugo Alberto Morales | 46' |
|    | MED | Pablo González       | 59' |
| 23 | MED | Luis Arturo Jara     | 72' |
|    | MED | Diego Rosende        | 78' |
| 22 | DEL | Roberto Gutiérrez    | 82' |

| 8' | Francisco Arrué | 1:0 |

| 89' | Roberto Gutiérrez | 1:1 |

| Acierto de penal · Acierto de penal · Acierto de penal · Acierto de penal | Marco Estrada Gonzalo Novoa Yerson Opazo Manuel Iturra | 1:0 2:1 3:2 4:3 |

| Fallo de penal · Acierto de penal · Acierto de penal · Acierto de penal · Fallo de penal | Esteban Fuertes Luis Arturo Jara Hugo Alberto Morales Roberto Gutiérrez Rodrigo Valenzuela | 0:0 1:1 2:2 3:3 4:3 |

| Amonestado · Amonestado · Amonestado | Christian Martínez Yerson Opazo Manuel Iturra |

| Amonestado · Amonestado | Esteban Fuertes Rodrigo Valenzuela |

| 80' | Francisco Arrué |

| Principal | Carlos Chandía |

| 1     | POR   | Miguel Pinto       |     |
|       | DEF   | Yerson Opazo       |     |
|       | DEF   | Rodrigo Rivera     |     |
|       | DEF   | Federico Martorell |     |
|       | DEF   | Marcelo Díaz       | 46' |
|       | MED   | Manuel Iturra      |     |
|       | MED   | Christian Martínez |     |
|       | MED   | Francisco Arrué    |     |
|       | MED   | Eric Pino          | 72' |
|       | MED   | Ángel Rojas        | 46' |
|       | DEL   | Joel Soto          | 85' |
| D. T. | D. T. | Salvador Capitano  |     |

| 1     | POR   | José María Buljubasich   |     |
| 2     | DEF   | Cristián Álvarez         | 78' |
| 3     | DEF   | Claudio Muñoz            |     |
| 15    | DEF   | Albert Acevedo           | 46' |
| 5     | DEF   | Eros Pérez               | 82' |
| 19    | MED   | José Pedro Fuenzalida    | 59' |
| 24    | MED   | Jorge Ormeño             |     |
| 8     | MED   | Patricio Ormazábal       | 72' |
| 7     | MED   | Rodrigo Valenzuela       |     |
| 11    | MED   | Luis Núñez               | 46' |
| 9     | DEL   | Esteban Fuertes          |     |
| D. T. | D. T. | José Guillermo del Solar |     |

| - | DEF | Marco Estrada   | 46' |
|   | MED | Miguel Coronado | 46' |
|   | MED | Gonzalo Novoa   | 72' |
|   | DEL | Mauricio Gómez  | 85' |

| -  | DEF | Facundo Imboden      | 46' |
|    | MED | Hugo Alberto Morales | 46' |
|    | MED | Pablo González       | 59' |
| 23 | MED | Luis Arturo Jara     | 72' |
|    | MED | Diego Rosende        | 78' |
| 22 | DEL | Roberto Gutiérrez    | 82' |

| 8' | Francisco Arrué | 1:0 |

| 89' | Roberto Gutiérrez | 1:1 |

| Acierto de penal · Acierto de penal · Acierto de penal · Acierto de penal | Marco Estrada Gonzalo Novoa Yerson Opazo Manuel Iturra | 1:0 2:1 3:2 4:3 |

| Fallo de penal · Acierto de penal · Acierto de penal · Acierto de penal · Fallo de penal | Esteban Fuertes Luis Arturo Jara Hugo Alberto Morales Roberto Gutiérrez Rodrigo Valenzuela | 0:0 1:1 2:2 3:3 4:3 |

| Amonestado · Amonestado · Amonestado | Christian Martínez Yerson Opazo Manuel Iturra |

| Amonestado · Amonestado | Esteban Fuertes Rodrigo Valenzuela |

| 80' | Francisco Arrué |

| Principal | Carlos Chandía |

| 1     | POR   | Miguel Pinto       |     |
|       | DEF   | Yerson Opazo       |     |
|       | DEF   | Rodrigo Rivera     |     |
|       | DEF   | Federico Martorell |     |
|       | DEF   | Marcelo Díaz       | 46' |
|       | MED   | Manuel Iturra      |     |
|       | MED   | Christian Martínez |     |
|       | MED   | Francisco Arrué    |     |
|       | MED   | Eric Pino          | 72' |
|       | MED   | Ángel Rojas        | 46' |
|       | DEL   | Joel Soto          | 85' |
| D. T. | D. T. | Salvador Capitano  |     |

| 1     | POR   | José María Buljubasich   |     |
| 2     | DEF   | Cristián Álvarez         | 78' |
| 3     | DEF   | Claudio Muñoz            |     |
| 15    | DEF   | Albert Acevedo           | 46' |
| 5     | DEF   | Eros Pérez               | 82' |
| 19    | MED   | José Pedro Fuenzalida    | 59' |
| 24    | MED   | Jorge Ormeño             |     |
| 8     | MED   | Patricio Ormazábal       | 72' |
| 7     | MED   | Rodrigo Valenzuela       |     |
| 11    | MED   | Luis Núñez               | 46' |
| 9     | DEL   | Esteban Fuertes          |     |
| D. T. | D. T. | José Guillermo del Solar |     |

| - | DEF | Marco Estrada   | 46' |
|   | MED | Miguel Coronado | 46' |
|   | MED | Gonzalo Novoa   | 72' |
|   | DEL | Mauricio Gómez  | 85' |

| -  | DEF | Facundo Imboden      | 46' |
|    | MED | Hugo Alberto Morales | 46' |
|    | MED | Pablo González       | 59' |
| 23 | MED | Luis Arturo Jara     | 72' |
|    | MED | Diego Rosende        | 78' |
| 22 | DEL | Roberto Gutiérrez    | 82' |

| 8' | Francisco Arrué | 1:0 |

| 89' | Roberto Gutiérrez | 1:1 |

| Acierto de penal · Acierto de penal · Acierto de penal · Acierto de penal | Marco Estrada Gonzalo Novoa Yerson Opazo Manuel Iturra | 1:0 2:1 3:2 4:3 |

| Fallo de penal · Acierto de penal · Acierto de penal · Acierto de penal · Fallo de penal | Esteban Fuertes Luis Arturo Jara Hugo Alberto Morales Roberto Gutiérrez Rodrigo Valenzuela | 0:0 1:1 2:2 3:3 4:3 |

| Amonestado · Amonestado · Amonestado | Christian Martínez Yerson Opazo Manuel Iturra |

| Amonestado · Amonestado | Esteban Fuertes Rodrigo Valenzuela |

| 80' | Francisco Arrué |

| Principal | Carlos Chandía |

| 1     | POR   | Miguel Pinto       |     |
|       | DEF   | Yerson Opazo       |     |
|       | DEF   | Rodrigo Rivera     |     |
|       | DEF   | Federico Martorell |     |
|       | DEF   | Marcelo Díaz       | 46' |
|       | MED   | Manuel Iturra      |     |
|       | MED   | Christian Martínez |     |
|       | MED   | Francisco Arrué    |     |
|       | MED   | Eric Pino          | 72' |
|       | MED   | Ángel Rojas        | 46' |
|       | DEL   | Joel Soto          | 85' |
| D. T. | D. T. | Salvador Capitano  |     |

| 1     | POR   | José María Buljubasich   |     |
| 2     | DEF   | Cristián Álvarez         | 78' |
| 3     | DEF   | Claudio Muñoz            |     |
| 15    | DEF   | Albert Acevedo           | 46' |
| 5     | DEF   | Eros Pérez               | 82' |
| 19    | MED   | José Pedro Fuenzalida    | 59' |
| 24    | MED   | Jorge Ormeño             |     |
| 8     | MED   | Patricio Ormazábal       | 72' |
| 7     | MED   | Rodrigo Valenzuela       |     |
| 11    | MED   | Luis Núñez               | 46' |
| 9     | DEL   | Esteban Fuertes          |     |
| D. T. | D. T. | José Guillermo del Solar |     |

| - | DEF | Marco Estrada   | 46' |
|   | MED | Miguel Coronado | 46' |
|   | MED | Gonzalo Novoa   | 72' |
|   | DEL | Mauricio Gómez  | 85' |

| -  | DEF | Facundo Imboden      | 46' |
|    | MED | Hugo Alberto Morales | 46' |
|    | MED | Pablo González       | 59' |
| 23 | MED | Luis Arturo Jara     | 72' |
|    | MED | Diego Rosende        | 78' |
| 22 | DEL | Roberto Gutiérrez    | 82' |

| 8' | Francisco Arrué | 1:0 |

| 89' | Roberto Gutiérrez | 1:1 |

| Acierto de penal · Acierto de penal · Acierto de penal · Acierto de penal | Marco Estrada Gonzalo Novoa Yerson Opazo Manuel Iturra | 1:0 2:1 3:2 4:3 |

| Fallo de penal · Acierto de penal · Acierto de penal · Acierto de penal · Fallo de penal | Esteban Fuertes Luis Arturo Jara Hugo Alberto Morales Roberto Gutiérrez Rodrigo Valenzuela | 0:0 1:1 2:2 3:3 4:3 |

| Amonestado · Amonestado · Amonestado | Christian Martínez Yerson Opazo Manuel Iturra |

| Amonestado · Amonestado | Esteban Fuertes Rodrigo Valenzuela |

| 80' | Francisco Arrué |

| Principal | Carlos Chandía |

## Campeón
| Chile                          |
| Universidad de Chile 3º título |